# Antikommunism
| Antikommunism                                                          |
| ---------------------------------------------------------------------- |
| Struken hammare och skära (kommunismens symbol).                       |
| Slagord - Hellre död än röd - Marxismens vägar leder alla till Moskva! |

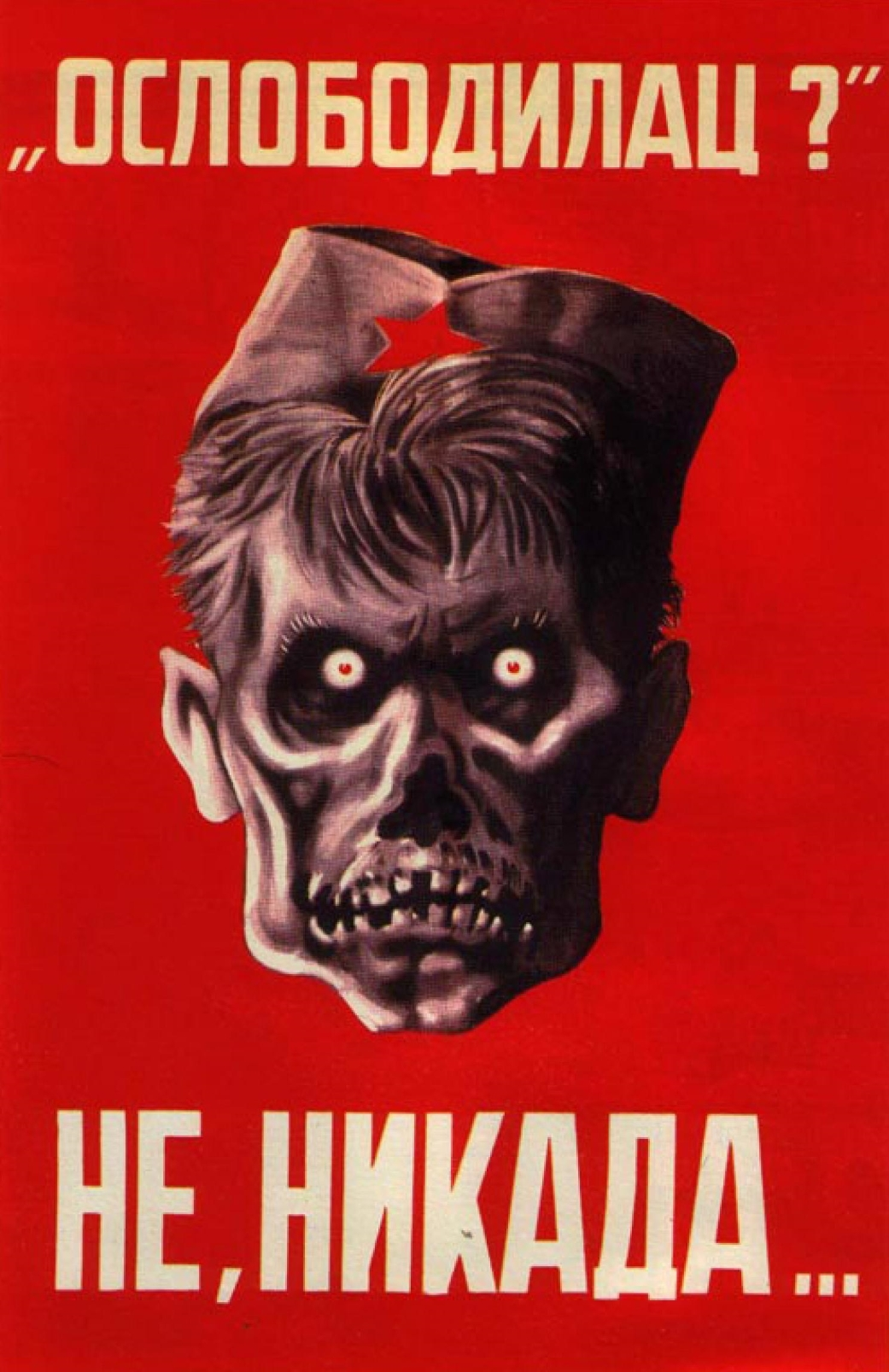
Serbisk anti-kommunistisk affisch från andra världskriget. Ovanför står det "Befriare?", vilket syftar på offensiven i Belgrad 1944. Nedanför står det "Nej, aldrig...".

Antikommunism är ett begrepp som används för flera olika rörelser och åskådningar som har det gemensamt att de är emot eller är kritiska till kommunism. Oktoberrevolutionen 1917 och etableringen av Sovjetunionen framkallade många olika antikommunistiska rörelser som fick direkta konsekvenser i olika länders inrikes- och utrikespolitik och hade en stor roll i världspolitiken fram till andra världskriget. Det kalla kriget (som tog sin början efter andra världskriget) var också präglat av antikommunism som i denna period mer fick prägeln i storpolitiska motsättningar: "Väst mot Öst". Efter Sovjetunionens upplösning har de mer skarpa antikommunistiska rörelserna fått mindre genomslag medan de rörelser som mer präglas av ett grundläggande ideologiskt motstånd i viss utsträckning kvarstått.

## Det ideologiska motståndet mot kommunismen
För bättre förståelse, läs på om kommunistiska ideologier, såsom: Marxism, Leninism, Trotskism, Stalinism, Nymarxism med mera.
Kommunism nådde en höjdpunkt under 1900-talet. Som en reaktion på den ökande populariteten hos kommunistiska rörelser utvecklades organiserad antikommunism. Antikommunismen tog sig många olika former under 1900-talet. Konservativa rojalister i Europa slogs mot den första vågen av kommunistiska revolutioner som ägde rum under åren 1917-1922. Fascismen och nazismen hade en våldsam form av antikommunism som grund, och skrämde folket med hotet om en kommunistisk revolution för att öka sin egen politiska makt. Ett av deras mål under andra världskriget var att förinta kommunismen.
Axelmakterna valde att mildra motståndet mot kommunismen då Tyskland befann sig i pakt med Sovjetunionen, till följd av Molotov-Ribbentroppakten, likaså blev den sovjetiska kommunismen rumsren i USA och Storbritannien då Sovjetunionen bytte sida och anslöt sig till de västallierade under andra världskriget. Nationalister slogs mot kommunister i ett flertal inbördeskrig över hela världen. Konservatismen, liberalismen och nyliberalismen, samt även till viss del socialdemokratin, påverkade till stor del den antikommunistiska utrikespolitiken hos de västerländska staterna, och dominerade bland de antikommunistiska intellektuella strömningarna under senare delen av 1900-talet.
Som en följd av oktoberrevolutionen i Ryssland började den marxistiska kommunismen associeras med Sovjetunionen (trots att många marxister och kommunister inte stödde Sovjetunionen och dess politik). Som ett resultat av detta blev antikommunism och motstånd till Sovjetunionen nästan omöjliga att åtskilja, inte minst i utrikespolitiken. Antikommunism var ett viktigt inslag i utrikespolitiken hos axelmakterna under 1930-talet och hos USA under kalla kriget.
Begreppsparet kommunism och antikommunism har också använts i inrikespolitiskt syfte för att implicera något ont, oönskat, och där ursprungsbetydelsen delvis gått förlorad. Medborgar- fackliga, sociala och demokratiseringsrörelser i det kapitalistiska blocket ibland omedvetet etiketterades och beskylldes för att vara prokommunistiska (till exempel i USA och Sydamerika), samtidigt som medborgarrörelser, fackliga, sociala, nationalistiska, religiösa och demokratiseringsrörelser i det socialistiska blocket beskylldes och etiketterade
s för att vara kontrarevolutionära och antikommunistiska. Repressalier i båda fallen kom ofta att omfatta även familjer och vänner till de utpekade.
Det postkoloniala Afrika har också berörts av konflikten mellan kommunism och antikommunism, dels genom att vissa länder experimenterade med enpartistyrda marxistiska system (till exempel Benin och Etiopien) där de styrande inskränkte högeroppositionens rörelse- och yttrandefrihet, medan andra (som Liberia) kriminaliserade socialism och fackföreningar, dels genom USA:s och Sovjetunionens frikostiga vapenleveranser till olika rebellgrupper i det kalla krigets namn för att få bundsförvanter och fotfäste på kontinenten, vilket var en bidragande orsak till långvariga politiska konflikter.

### Antikommunism på filosofiska grunder

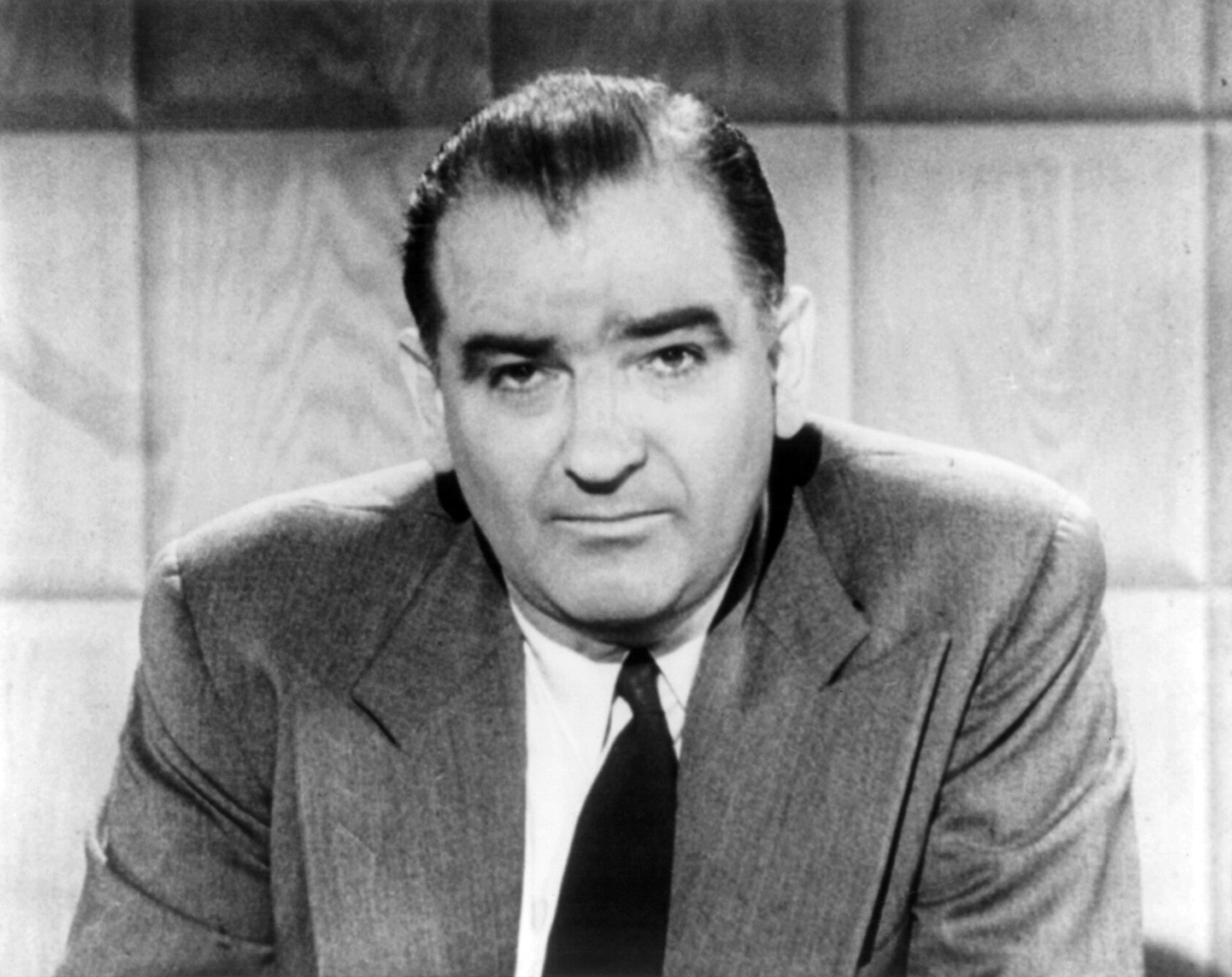
Senatorn Joseph McCarty har blivit en symbol för antikommunismen i USA på 1950-talet

En anledning till kritisk ståndpunkt mot kommunismen kan vara en filosofisk modell som är helt eller delvis i dissonans med de kommunistiska grundsatserna. Och eftersom filosofi har ett brett spektrum är det svårt att ge ett samlat motiv. Några exempel på filosofer som har varit uttalade antikommunister är: 
- Karl Popper, vetenskapsteoretiker, ställde det öppna samhället mot historiedeterminism och utopier.
- Friedrich von Hayek, ekonom och politisk filosof, betonade spontan ordning och decentralisering.
- Hannah Arendt, existentialistisk filosof, motståndare till både nazismen och stalinismen.
- Arthur Koestler, författare och socialfilosof, kritisk mot stalinismen.
- Leszek Kołakowski, marxistisk revisionist och kritiker av öststatskommunism.
- Bertrand Russell, filosof, starkt kritisk till stalinismen, marxismen och kommunismen[1] (Russell var dock socialist[2]).
- Ayn Rand, filosoferande författare med objektivismen som synsätt, var också uttalad antikommunist.

### Antikommunism på religiösa grunder

#### Katolska kyrkan
Romersk-katolska kyrkan tar officiellt avstånd från socialismen, vilket markerats i olika encyklikor, bland andra Rerum Novarum och Centesimus Annus (1991). Kommunismen behandlas mest explicit i Divini Redemptoris (1937). Förutom principiella grunder gynnades katolsk antikommunism av att de länder där kommunismen införts ofta förföljde religiösa minoriteter. Liksom de Östortodoxa kyrkorna har den Romersk-katolska kyrkan verkat inom de totalitära öststaterna under sovjetisk kontroll. Tack vare en stor andel katoliker i landet och sin internationella organisation befäste den sig framför allt i Polen som en kraftig motpol till partiet. Detta förstärktes genom en polsk påve, Johannes Paulus II, som framhävde de antikommunistiska och antitotalitära idealen.
Påvens besök i landet 1979 med utomhusgudstjänster och folkhav av besökare var en tydlig styrkedemonstration av folket och den katolska kyrkan mot regimen. Påvens upprop om odnowa (polska: förnyelse) av landet stimulerade bildandet av Solidaritet året därefter. Regeringen, som redan använde samma slogan med målet att bevara partiets roll, fann det provocerande.
Fackföreningen Solidaritet hade starka band till både arbetarna och kyrkan (till exempel den katolske politikern Tadeusz Mazowiecki). Flera Solidaritetsledare, bland annat Lech Wałęsa, uppträdde vid möten med regimens företrädare trotsigt med religiösa symboler såsom Madonna-bilder på kavajslaget. Även vid strejken vid Leninvarvet i Gdansk prydde Madonna-bilder varvens huvudport, och gudstjänster på varvet samlade 17 000 knäfallande strejkande. När slutöverenskommelse för att avsluta strejken skrevs på använde Wałęsa en enormt stor penna med ett påveporträtt.

#### Evangelikala och fundamentalistiska kristna i USA
I USA har antikommunismen omhuldats inte minst av evangelikala och fundamentalistiska kristna med representanter som evangelisten Billy Graham och TV-predikanterna Jerry Falwell och Pat Robertson.

### Antikommunism på politiska grunder
Den kommunistiska ideologin med sitt krav att medborgarna skall underordna sig staten, står i motsats till liberalismens tro på individens egenmakt och även till socialdemokratins erkännande av demokrati och samverkan för att uppnå resultat. Denna ideologiska motsats har oftast begränsats till en dialog inom det politiska systemet. I vissa tider och länder har dock en mer direkt uttalat avståndstagande skett i former som kan kallas antikommunism.
Anarkism har i många stycken en gemensam historiebakgrund som kommunismen, men även här finns mer eller mindre mer direkt uttalad antikommunism, utifrån anarkismens grundläggande misstro mot all statlig auktoritet.

## Organiserat motstånd mot kommunism fram till och med andra världskriget

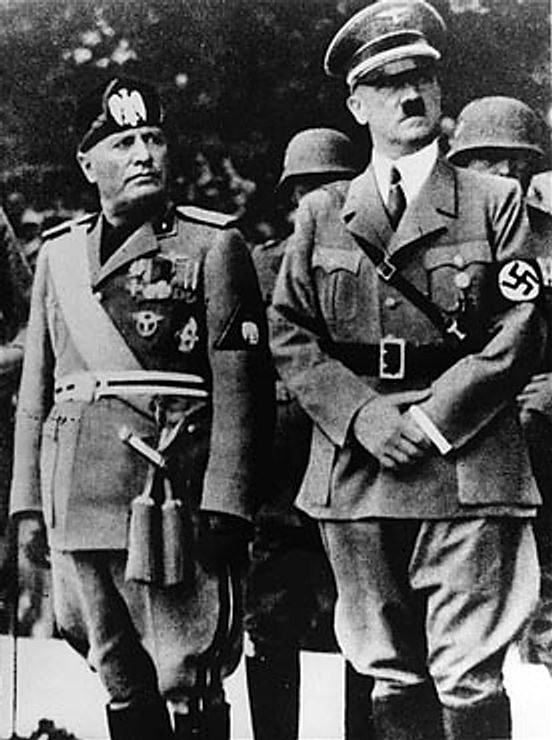
För Benito Mussolini och Adolf Hitler var kampen mot kommunism ett av de viktigaste målen

Under 1800-talets slut och 1900-talets början förekom flera gånger oroligheter i olika Europeiska länder som kopplades samman med vänsterrörelser såsom Pariskommunen 1871. I och med att ett Ryssland som första land fick ett kommunistisk styre i sviterna efter oktoberrevolutionen då bolsjevikerna utmanövrerade de andra parterna i den provisoriska samlingsregeringen organiserades det första motståndet mot en kommunistisk regim. Vita armén bildades av volontärer och resterna av den gamla kejserliga armén och förde under ett par år (1918-1920) väpnad kamp mot bolsjevikerna men besegrades till slut, trots stöd från västmakterna. 
Socialismens frammarsch i Europa åsågs med oro av liberaler och konservativa, en oro som inte minskade efter det kommunistiska maktövertagandet i Ryssland. Den konservative statsmannen Winston Churchill såg redan tidigt hotet av en kommunistisk expansionism. Under andra världskriget ändrade han snabbt sin attityd mot Sovjet - att besegra Hitler blev den högsta prioriteten, bara för att efter krigets slut lika raskt återgå till antikommunism. Citatet "En kommunist är som en krokodil: när den öppnar sin mun kan man inte avgöra om den försöker le eller om den försöker äta upp en" sammanfattar hans misstanke att kommunistinternationalen inte skulle hålla sig bakom järnridån (också ett begrepp Churchill populariserat).
Under mellankrigsåren etablerade sig diktatorkvartetten Mussolini, Hitler, Franco och Salazar vid makten som alla såg kommunism som ett hot och bekämpade (även med våld) medlemmar av allehanda vänsterorganisationer. Före maktövertagandena förekom regelrätta gatustrider mellan fascister och socialister i Italien. I Tyskland stred så kallade brunskjortor mot kommunister på öppna gator och torg. På samma sätt som kommunister skyllde nazismen på borgerlighetens konspirationer skyllde nazisterna kommunismen på judiska konspirationer. Efter maktövertaganden skedde svåra övergrepp på vänsteraktivister inklusive fängslanden och mord. Även mer moderna diktaturregimer med ledare som till exempel Augusto Pinochet i Chile och Suharto i Indonesien har på liknande sätt använt sig av tortyr, fängslanden, försvinnanden och mord för att kuva de vänstersinnade.

### Fascistisk antikommunism
Fascismen i Italien var, till skillnad från nazismen, inte rasistisk men däremot antikommunistisk. Dock började Benito Mussolini och fascismen som en vänster-rörelse med socialistiska och även feministiska drag men gick mer under 20-talet åt antikommunism i PNF (det nationella fascistpartiet). I det italienska fascistpartiet fanns det många judiska medlemmar som stod på den antikommunistiska sidan, medan inom det tyska nazistpartiet Nationalsocialistiska tyska arbetarepartiet var antisemitismen något centralt för ideologin. 
De italienska svartskjortorna (så kallade "squadristi", se Svartskjorta) hamnade ofta i gatustrider och konflikter med marxister, strejkande och socialister under 20-talets gatukamper mellan fascister och kommunister i Italien. I den fascistiska propagandan och under Mussolinis regim bekämpades kommunistiska idéer och rörelser aktivt av staten men Mussolini var emot att man skulle mörda politiska motståndare, istället blev läget i Italien under fascismens regim för kommunister som så att kommunistiska rörelser gick under jorden på grund av censuren i landet.
I det fascistiska Italien mördades inte regimkritiker eller kommunister som det har skett i andra regimer och Mussolinis regim var på det sättet oblodig i jämförelse med exempelvis Nazityskland eller Francos Spanien. Mord var inte något som Mussolinis fascistregim stödde eller sysslade med, däremot censur. När mordet på socialisten Giacomo Matteotti skedde hade Mussolini ingen inblandning i dådet och mördarna (som hade agerat ensamma utan regimens vetskap) fick mycket stark kritik och bestraffades av Mussolini.
I vissa nyfascistiska organisationer kan det förekomma element av både höger- och vänster-idéer (se Tredje positionen) men också helt och hållet antikommunistiska idéer.

### Nazistisk antikommunism
Nazisterna i Tyskland sökte legitimitet genom att betona kampen mot kommunismen i både sin propaganda och sin praktik. I Nazitysklands regim på 1930-, och under andra världskriget på 1940-talet skickades otaliga kommunister, socialister, fackföreningsaktiva och oppositionella arbetare till koncentrationsläger där många mördades. I propagandan gjordes ofta kopplingar mellan kommunister och judar. Till exempel talade man om den "judiska bolsjevismen", och juden Karl Marx, vilket anses ha inspirerats av Sions vises protokoll som författades av den ryska tsarens hemliga polis.
På liknande sätt i modern tid fortsätter de nynazistiska rörelserna att avvisa de kommunistiska ideologierna genom en egen analys och historieskrivning kompletterad med antisemitism. Oenigheten begränsar sig inte till det ideologiska planet, utan kan leda till gatuslagsmål med vänstergrupperna.
Exempel på extrema organisationer inom den högerextrema grupperingen:
- SA, ett paramilitärt kampförbund i Tyskland 1921-1945.
- Lapporörelsen, en finländsk utomparlamentarisk och antikommunistisk rörelse mellan 1929 och 1932.
- Combat 18, en brittisk högerextrem organisation.
- Anti-AFA, ett underjordiskt nätverk som fungerar som en svensk nazistisk underrättelsetjänst.

## Antikommunism efter andra världskriget

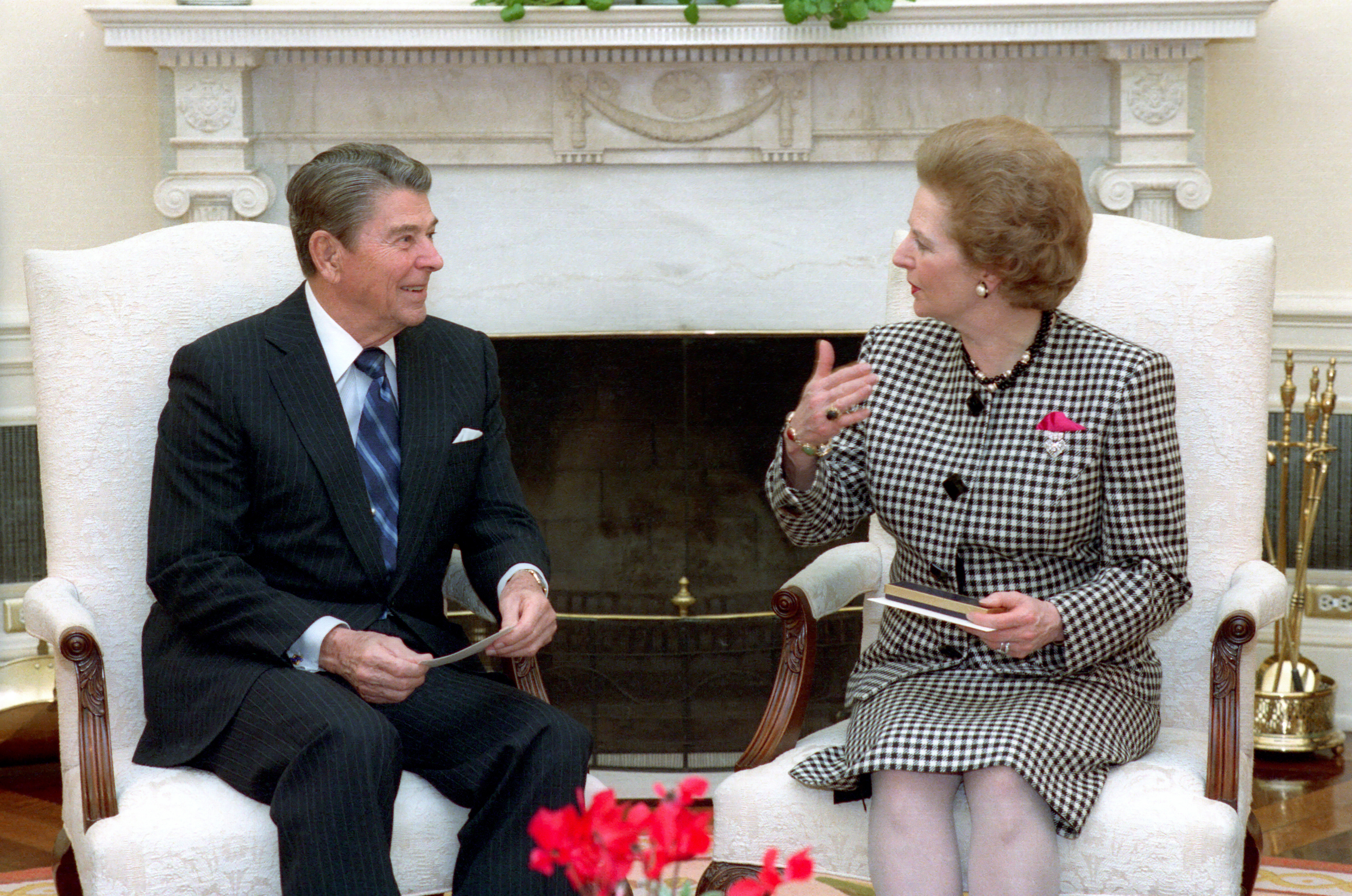
Ronald Reagan och Margaret Thatcher anses ha vunnit det kalla kriget mot Sovjetblocket

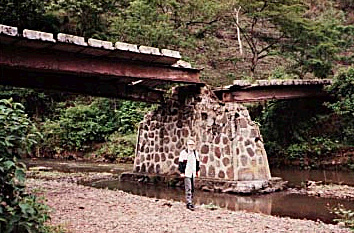
Bro i Nicaragua sprängd av den antikommunistiska och USA-finansierade milisen Contras

Efter andra världskriget skedde snabbt en polarisering mellan det kommunistiska sovjetledda östblocket och västmakterna. Kommunistiska organisationer i västländerna stod ofta under övervakning från statsmakterna. Sovjetiskt spioneri och politiskt propagandaarbete med hjälp av inhemska kommunister som exempelvis Cambridge Four i England möttes med kontraspionage och åsiktsregistrering, i Sverige exempelvis via informationsbyrån. Vänsterinriktade organisationer som Röda armé-fraktionen i Tyskland tog till våld. Långt från alla socialistiska eller kommunistiska organisationer i väst stod dock Sovjetunionen eller Kina nära. Exempelvis samlade Vietnamrörelsen ett brett spektrum av främst vänstersinnade men anhängarna stod ofta under bevakning från nationella säkerhetsorganisationer. 
I USA drev senatorn Joseph McCarthy en hård linje att avslöja påstådda kommunister i det amerikanska samhället på 1950-talet. Även efter McCarthyeran förblev kommunistorganisationer marginaliserade i USA. 
Ronald Reagan (amerikansk president 1981-89) och Margaret Thatcher (brittisk premiärminister 1980-90), båda representanter för medvetna konservativa ideologier, intog bestämda antikommunistiska ståndpunkter. Båda spelade en viktig roll för att vinna det kalla kriget.
Reagandoktrinen var att pressa Sovjetunionen och att driva dess ekonomi i botten genom högt rustningstempo, stöd till inte alltid 'rumsrena' antikommunistiska rörelser i Centralamerika, Asien, och Afrika, stöd till motståndsrörelsen i Östeuropa (t.ex. Solidaritet) och Afghanistan där Sovjet deltog i kriget, avklippning av tillförsel av västerländsk teknologi till Sovjetunionen och att bidra till valutaförluster vid försäljning av rysk gas och olja. I sitt tal till det brittiska parlamentet i juni 1982 beskrev Reagan riktlinjen a plan and a hope for the long term — the march of freedom and democracy which will leave Marxism-Leninism on the ash-heap of history as it has left other tyrannies which stifle the freedom and muzzle the self-expression of the people.
Exempel på av USA stödda antikommunistiska rörelser som bildades mot den kommunistiska expansionen i Latinamerika och Afghanistan var Contras, en gerillarörelse i Nicaragua som under åren 1979-1988 förde inbördeskrig mot Nicaraguas regering och Mujahedin, en gerillarörelse som bekämpade de sovjetiska invasionsstyrkorna under kriget i Afghanistan 1979-1989.

## Antikommunism i världen

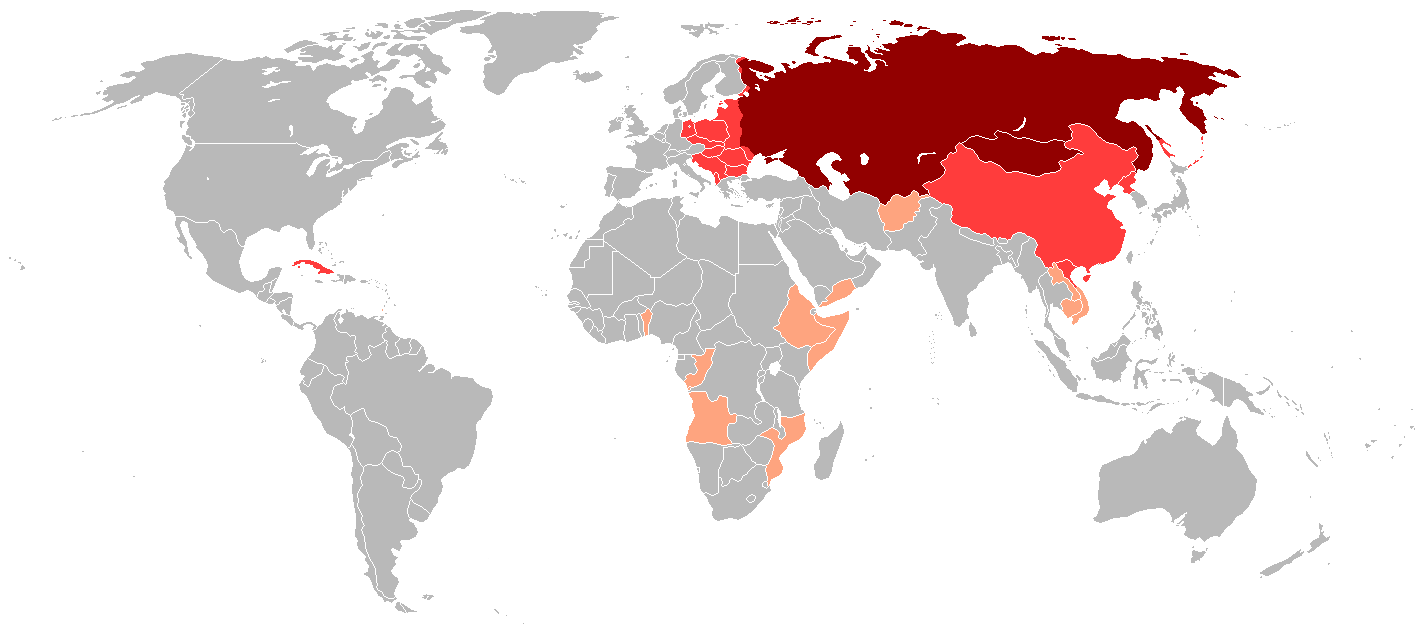
Karta över kommunismens spridning - länder styrda av regimer som bekänner/bekände sig till den kommunistiska läran.
1920- och 1930-talet
1940- och 1950-talet
1960- och 1970-talet

### Sverige
I Sverige ägde vissa statliga förföljelser av kommunister under andra världskriget, då vissa kommunister, syndikalister och vänstersinnade socialdemokrater internerades bland annat i Storsien norr om Kalix. Även under kalla kriget diskriminerades personer med påstådda kommunistiska sympatier genom att vissa arbetsgivare upprättade hemliga listor med namn på kända kommunister, vilka senare inte kunde få jobb på känsliga arbeten. Det mest kända exemplet på statlig antikommunism i Sverige under efterkrigstiden är den så kallade IB-affären där svenska kommunister och vänstersympatisörers politiska åsikter registrerades av Informationsbyrån (IB).
Under 1970- och 80-talen fanns det en stark antikommunistisk rörelse i Sverige, med organisationer såsom Demokratisk Allians och stiftelsen Contra. Mot slutet av 1970-talet samarbetade flera av organisationerna genom den svenska sektionen av World Anti-Communist League (WACL). Sverige var också bas för flera baltiska exilorganisationer som motsatte sig den sovjetiska ockupationen. I likhet med WACL drog den antikommunistiska rörelsen i Sverige inte bara till sig liberala motståndare till kommunismen, utan även betydande högerextrema element.
Bland uppmärksammade antikommunistiska terrorbrott i Sverige kan nämnas attentatet mot Norrskensflamman 1940, Demokratisk Allians brandattentat mot DFFG:s tryckeri 1970, och mordet på Björn Söderberg 1999.

### USA

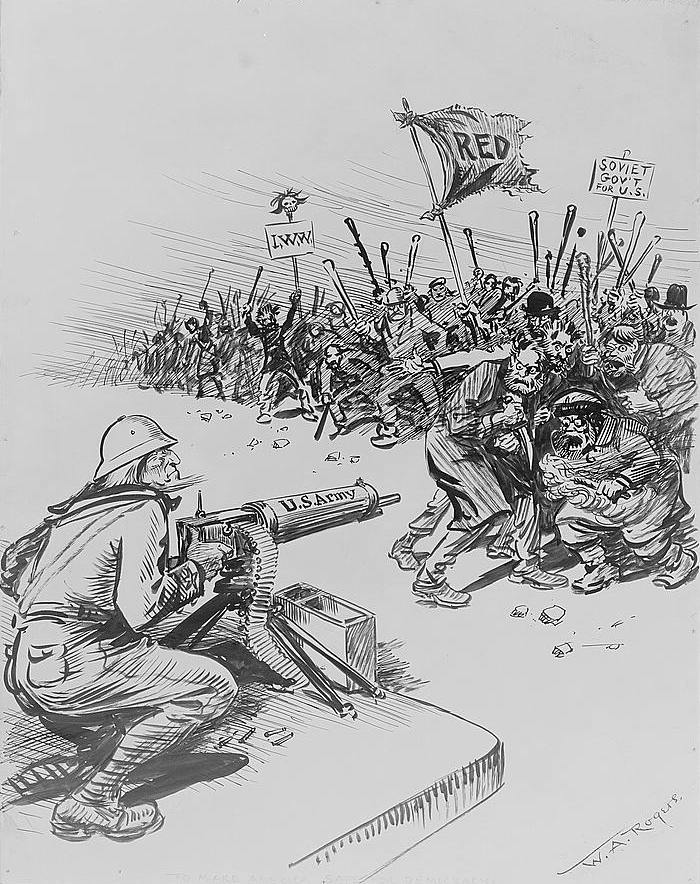
Amerikansk soldat håller borta horder av "rödingar". Illustration från tidningen New York Herald år 1919

Tiden efter andra världskriget fram till Sovjetunionens fall, kallad för kalla kriget, var den period där den statliga antikommunismen leddes av USA och till viss del Storbritannien som ledare för västblocket medan det kommunistiska blocket leddes av Sovjetunionen. Under kalla kriget gjorde maktkampen mellan blocken att konflikten spred sig till tredje världen genom att båda blocken tävlade om att alliera olika regimer med sitt block. Den statliga antikommunismen riktade sig mot länder, rörelser och individer som var lierade med de kommunistiska staterna. USA understödde exil-kubaners försök att störta Fidel Castro i invasionen i Grisbukten och ingrep militärt i invasionen av Grenada. USA gav även direkt och hemlighet stöd till antikommunistiska diktatorer som Augusto Pinochet och Syngman Rhee, antikommunistiska gerillagrupper som Contras i Nicaragua och i USA under 1950- och 1960-talet förföljde senator Joseph McCarthy individer som ansågs ha kommunistiska sympatier under den så kallade McCarthyismen.

### Centraleuropa
Antikommunismen i centraleuropeiska länder som Tyskland, Italien, Frankrike och Spanien nådde sin kulmen under fascismens uppgång tiden runt andra världskriget. Adolf Hitler, Benito Mussolini och Francisco Franco var alla uttalade motståndare till kommunismen.
Nazityskland och Italiens ledare hjälpte även fascisterna under Spanska inbördeskriget mot den republikanska sidan vilken dominerades av anarkister, syndikalister och kommunister, varav de sistnämnda kom att dominera den republikanska sidan på grund av sitt stöd från Sovjetunionen.
Nazityskland formaliserade det antikommunistiska samarbetet inför andra världskriget i Antikominternpakten. Det som karakteriserar tidsperioden var den brutala behandlingen hos båda leden av motståndarna. Före och under kriget avrättades och fängslades kommunister i delar av Europa endast på grund av deras politiska åsikter, liksom det i kommunistiska länder avrättades de som betraktades som illojala med den kommunistiska övertygelsen. Under tiden för Molotov-Ribbentroppakten mildrades dock den nazi-kommunistiska fiendskapen något på båda sidor.

### Östeuropa
Efter andra världskriget och uppdelningen av Europa i öst och väst mellan de vinnande statsmakterna hamnade många östeuropeiska medborgare i konflikt med sin påtvingade kommunistiska stat där personliga friheter och yttrandefrihet var ytterst begränsade. De flesta upplevde att socialismen och kommunismen var totalitär i sin natur och gjorde ingen som helst åtskillnad mellan kamp mot marxistisk ideologi och en strävan efter nationell frigörelse från Sovjetunionen. I exempelvis Ukraina och de baltiska staterna pågick väpnade uppror ända fram till mitten 1950-talet. Missnöjet ökade när den hårt planstyrda ekonomiska politiken ledde till brist på varor, livsmedelsbrist och plötsligt höjda matpriser som försköt problemen till ett mycket konkret plan - att överleva dagen. 
Exempel på statlig antikommunism i Östeuropa är Storbritannien, USA, Frankrike och Japans intervenerade i ryska inbördeskriget med syftet att hindra en kommunistisk regim att ta makten.

### Indonesien
Efter Indonesiens självständighet 1950 blev nationalisten Sukarno landets första president och försökte balansera de motstridiga krafterna från militär, islam, och kommunism, som deltagit i befrielsekriget och samtidigt stävja separatistiska grupper. Den 30 september 1965 genomfördes en blodig statskupp, möjligen av kommunistpartiet PKI som pekades ut som ansvariga. Den misslyckade kuppen åtföljdes av en lyckad motkupp av armén under general Suhartos ledning. Det blev starten på utrensningar av påstådda kommunister och misstänkta kommunistsympatisörer, men även indoneser av kinesiskt ursprung. Massakern i Indonesien 1965–1966 blev en av 1900-talets värsta massakrer. Tidigt rapporterades att mellan 100 000 och 1 miljon människor mördades. Indonesiska intresseorganisationen YPKP 65 (Yayasan Penelitian Korban Pembunuhan ungefär Institutet för studier av 1965/1966 års massakrer), som bildades 1999, har kommit fram till att mellan två och tre miljoner människor dödades.